# Oxytropis reniformis
Oxytropis reniformis là một loài thực vật có hoa trong họ Đậu. Loài này được P.C.Li miêu tả khoa học đầu tiên.